# Chronologie des voyageurs spatiaux par nationalité

Carte des pays ayant envoyé un(e) homme/femme dans l’espace

Depuis le premier vol dans l'espace réalisé par l'Union soviétique, des astronautes citoyens de 41 pays ont volé dans l'espace. Pour chaque nationalité, la première mission est énumérée. Les pays indiqués en gras ont envoyé des astronautes dans l'espace par leurs propres moyens.
| #           | Pays                 | Astronaute                             | Vol            | Date (UTC)        |
| ----------- | -------------------- | -------------------------------------- | -------------- | ----------------- |
| Années 1960 |                      |                                        |                |                   |
| 1           | Union soviétique     | Youri Gagarine                         | Vostok 1       | 12 avril 1961     |
| 2           | États-Unis           | Alan Shepard                           | MR-3           | 5 mai 1961        |
| Années 1970 |                      |                                        |                |                   |
| 3           | Tchécoslovaquie      | Vladimír Remek                         | Soyouz 28      | 2 mars 1978       |
| 4           | Pologne              | Mirosław Hermaszewski                  | Soyouz 30      | 27 juin 1978      |
| 5           | Allemagne de l'Est   | Sigmund Jähn                           | Soyouz 31      | 26 août 1978      |
| 6           | Bulgarie             | Georgi Ivanov                          | Soyouz 33      | 10 avril 1979     |
| Années 1980 |                      |                                        |                |                   |
| 7           | Hongrie              | Bertalan Farkas                        | Soyouz 36      | 26 mai 1980       |
| 8           | Vietnam              | Phạm Tuân                              | Soyouz 37      | 23 juillet 1980   |
| 9           | Cuba                 | Arnaldo Tamayo Méndez                  | Soyouz 38      | 18 septembre 1980 |
| 10          | Mongolie             | Jügderdemidiin Gürragchaa              | Soyouz 39      | 22 mars 1981      |
| 11          | Roumanie             | Dumitru Prunariu                       | Soyouz 40      | 14 mai 1981       |
| 12          | France               | Jean-Loup Chrétien                     | Soyouz T-6     | 24 juin 1982      |
| 13          | Allemagne de l'Ouest | Ulf Merbold                            | STS-9          | 28 novembre 1983  |
| 14          | Inde                 | Rakesh Sharma                          | Soyouz T-11    | 3 avril 1984      |
| 15          | Canada               | Marc Garneau                           | STS-41-G       | 5 octobre 1984    |
| 16          | Arabie saoudite      | Sultan Al Saoud                        | STS-51-G       | 17 juin 1985      |
| 17          | Pays-Bas             | Wubbo Ockels                           | STS-61-A       | 30 octobre 1985   |
| 18          | Mexique              | Rodolfo Neri Vela                      | STS-61-B       | 26 novembre 1985  |
| 19          | Syrie                | Muhammed Faris                         | Soyouz TM-3    | 22 juillet 1987   |
| 20          | Afghanistan          | Abdul Ahad Mohmand                     | Soyouz TM-6    | 29 août 1988      |
| Années 1990 |                      |                                        |                |                   |
| 21          | Japon                | Toyohiro Akiyama                       | Soyouz TM-11   | 2 décembre 1990   |
| 22          | Royaume-Uni          | Helen Sharman                          | Soyouz TM-12   | 18 mai 1991       |
| 23          | Autriche             | Franz Viehböck                         | Soyouz TM-13   | 2 octobre 1991    |
| 24          | Russie               | Aleksandr Kaleri, Aleksandr Viktorenko | Soyouz TM-14   | 17 mars 1992      |
| 25          | Belgique             | Dirk Frimout                           | STS-45         | 24 mars 1992      |
| 26          | Italie               | Franco Malerba                         | STS-46         | 31 juillet 1992   |
| 27          | Suisse               | Claude Nicollier                       | STS-46         | 31 juillet 1992   |
| 28          | Ukraine              | Leonid Kadenyuk                        | STS-87         | 19 novembre 1997  |
| 29          | Espagne              | Pedro Duque                            | STS-95         | 29 octobre 1998   |
| 30          | Slovaquie            | Ivan Bella                             | Soyouz TM-29   | 20 février 1999   |
| Années 2000 |                      |                                        |                |                   |
| 31          | Afrique du Sud       | Mark Shuttleworth                      | Soyouz TM-34   | 25 avril 2002     |
| 32          | Israël               | Ilan Ramon                             | STS-107        | 16 janvier 2003   |
| 33          | Chine                | Yang Liwei                             | Shenzhou 5     | 15 octobre 2003   |
| 34          | Brésil               | Marcos Pontes                          | Soyouz TMA-8   | 30 mars 2006      |
| 35          | Iran                 | Anousheh Ansari                        | Soyouz TMA-9   | 18 septembre 2006 |
| 36          | Suède                | Christer Fuglesang                     | STS-116        | 10 décembre 2006  |
| 37          | Malaisie             | Sheikh Muszaphar Shukor                | Soyouz TMA-11  | 10 octobre 2007   |
| 38          | Corée du Sud         | Yi So-yeon                             | Soyouz TMA-12  | 8 avril 2008      |
| Années 2010 |                      |                                        |                |                   |
| 39          | Danemark             | Andreas Mogensen                       | Soyouz TMA-18M | 2 septembre 2015  |
| 40          | Kazakhstan           | Aïdyn Aimbetov                         | Soyouz TMA-18M | 2 septembre 2015  |
| 41          | Émirats arabes unis  | Hazza Al Mansouri                      | Soyouz MS-15   | 25 septembre 2019 |